# Uncle Simon
"Uncle Simon" is een aflevering van de Amerikaanse televisieserie The Twilight Zone. Het scenario werd geschreven door Rod Serling.

## Plot

### Opening
In de intro stelt Rod Serling de kijker voor aan Simon Polk, een rijke maar onsympathieke man. Ook stelt hij de kijker voor aan zijn nichtje Barbara. Volgens Rod leeft Barbara bij haar oom alsof ze elk uur een tandartsafspraak heeft. Ten slotte meldt hij dat er nog een derde personage is, die nu nog niet in beeld komt. Hij is het soort personage dat men alleen tegenkomt in de Twilight Zone.

### Verhaal
Barbara Polk woont al 25 jaar bij haar oom Simon. Ze kan hem werkelijk niet uitstaan, maar blijft bij hem omdat ze zijn enige erfgenaam is.
Op een dag raakt ze zo gefrustreerd van haar oom dat ze hem vermoordt. Ze kijkt al uit naar haar erfenis. Maar wanneer het testament wordt voorgelezen blijkt er een addertje onder het gras te zitten. Simon heeft Barbara naast zijn geld ook zijn laatste uitvinding nagelaten: een robot die dezelfde persoonlijkheid heeft als hij. Volgens het testament is Barbara verplicht op de robot te passen als ze haar erfenis wil houden.

### Slot
Rod Serling sluit de aflevering af met de mededeling dat Barbara zojuist op een harde manier heeft geleerd dat niet aan alle slechte dingen vanzelf wel een einde komt.

## Rolverdeling
- Cedric Hardwicke: Simon Polk
- Constance Ford: Barbara Polk
- Ian Wolfe: Schwimmer

## Achtergrond
- De Robot-Simon is het personage Robby the Robot, die ook al te zien was in de film Forbidden Planet.
- Deze aflevering staat op volume 19 van de dvd-reeks.